# Georg Lehmann (Politiker, 1870)
Johannes Georg Lehmann (* 4. September 1870 in Grethen; † 1931) war ein deutscher Politiker.
Lehmann war von 1916 bis zu seinem Tod 1931 Oberbürgermeister von Plauen. Als solcher war er 1917/18 Mitglied der I. Kammer des Sächsischen Landtags in der Klasse der Magistratspersonen.